# Видавництво (видавництво)
«Видавництво» — українське видавництво, засноване у 2016 році Іллею Стронґовським та Лілею Омельяненко. Його заснування стало можливим завдяки успішній співпраці та подальшій дружбі співзасновників, зокрема їх працею над Благодійним фондом «Добра листівка». «Видавництво» спеціалізується передусім на виданні ліцензійних коміксів українською.

## Цілі та спеціалізація
Видавництво «Видавництво» займається пошуком і друком літератури, що висвітлює складні питання, які, на думку його команди, не відображені якісно в асортименті українських книгарень: смерть, підліткове дорослішання, самоусвідомлення.

## Історія
Видавництво було засноване Іллею Стронґовським та Лілією Омельяненко у 2016 році. Першим виданням «Видавництва» стала книжка для підлітків «Бути мною» шведської авторки й ілюстраторки Анни Хьоґлунд. Восени 2018 року до наявних напрямів дитячої та підліткової літератури додався ще один — комікси.
8 березня 2019 року відбулася презентація та випуск українського видання «Розквашене яблуко». Ідея видати цю книгу про домашнє насильство належала українському письменнику і перекладачеві Остапу Сливинському, якого вразило нове польське видання і який запропонував його перекласти. За словами Лілії Омельяненко, оригінальне видавництво дуже довго шукало партнерів для іншомовних видань цього коміксу, але отримували відмови навіть від міжнародних організацій. Більшість із них аргументували це тим, що «сцени насильства зображені дуже відверто, тому це можна трактувати як його пропаганду».
25 серпня 2022 року видавництво «Видавництво» оголосило, що придбало права на видання графічного роману «Коли завмирає серце». 4 травня 2023 року було оголошено, що «Видавництво» видасть всі твори англійської письменниці Еліс Осман.

## Видані комікси та книги

### 2016—2019
- «Бути мною» (2016)
- «Майя та її мами» (2017)
- «Про це говорять лише з кроликами» (2017)
- «Нейромант» (2017)
- «Усі запитують чому» (2018)
- «Сйон, Дитя землі» (2018)
- «Люба Іджеавеле» (2018)
- «Це зробила вона» (2018)
- «Це теж зробила вона» (2018)
- «Ауергаус» (2018)
- «Серце, плач» (2018)
- «Стіна» (2018)
- «Персеполіс» (2018)
- «Магічний пилок» (2019)
- «Розквашене яблуко» (2019)
- «Заборонений плід» (2019)
- «Прибуття» (2019)
- «Небеса Анни» (2019)
- «Фемінізм у праві» (2019)
- «Печемо з Кафкою» (2019)
- «Мемуари білих ведмедів» (2019)

### 2020—2023
- «Маус» (2020)
- «Занулення» (2020)
- «Оця Марія звірів малювала» (2020)
- «Коли завмирає серце» (2022)
- «Нік і Чарлі» (2023)
- «Солітер» (2023)